# Eyzerac
Eyzerac é uma comuna francesa na região administrativa da Nova Aquitânia, no departamento Dordonha. Estende-se por uma área de 10,96 km². Em 2010 a comuna tinha 566 habitantes (densidade: 51,6 hab./km²).